# Campylia temerarium
Campylia temerarium là một loài ruồi trong họ Tachinidae.